# Charles-Jean de La Motte de Broons de Vauvert
Charles-Jean de La Motte de Broons de Vauvert (13 août 1782, château de Launac[réf. nécessaire] (Saint-Père-Marc-en-Poulet) - 5 mai 1860, Vannes), est un prélat français, évêque de Vannes.

## Biographie

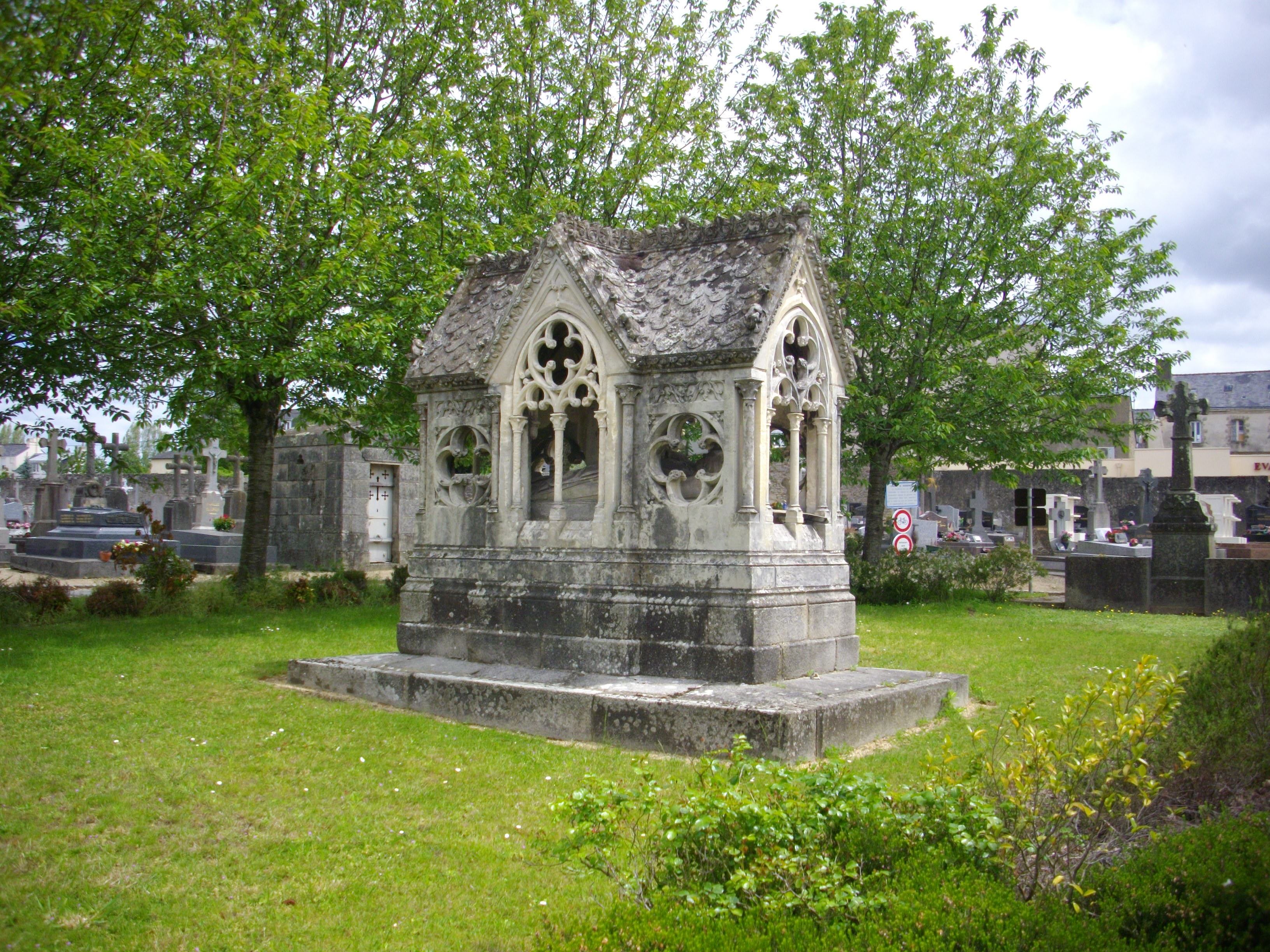
Sépulture de Charles-Jean de La Motte de Broons de Vauvert au cimetière de Boismoreau.

Charles-Jean de La Motte de Broons de Vauvert est ordonné prêtre vers 1813.
Nommé évêque de Vannes le 15 juillet 1827, il est confirmé dans cette nomination le 17 septembre. Il est ordonné évêque le 28 octobre suivant, son principal consécrateur est l'archevêque de Paris, Hyacinthe-Louis de Quélen. Il exerce ce ministère épiscopal pendant 33 ans, jusqu'à sa mort le 5 mai 1860. Il accompagne la fondation des Filles de Jésus.
Il est inhumé au cimetière de Boismoreau à Vannes.

## Distinctions
- Officier de la Légion d'honneur (15 aout 1858)[4]

## Armes
D'azur fretté d'argent de 6 pièces.